# Quinze de Novembro
Quinze de Novembro est une municipalité brésilienne située dans l'État du Rio Grande do Sul.